# Grevskapet Württemberg
Grevskapet Württemberg var ett historiskt territorium i Schwaben som tillhörde tysk-romerska riket.
Genom fördraget i Verdun (843), som delade Karls rike, tillföll Allemanien
Tyskland. Under de följande striderna uppsvingade
sig en greve Burchard till hertig av Alemannien men hans släkt
utslocknade 973. Under de följande åren innehade
stormän ur skilda familjer hertigvärdigheten i
Alemannien eller, såsom det snart började kallas,
Schwaben. till dess kejsar Henrik IV 1079 förlänade
landet åt Fredrik av Hohenstaufen. Det var då delat
i en mängd större och mindre län, vilkas herrar ofta
med våld måste tvingas att lyda hertigen. När sedan
Hohenstauferna som romerska kejsare råkade i strider
med påvarna, yppade sig ett gynnsamt tillfälle
för deras vasaller att göra sig alltmer oberoende,
och när slutligen den hohenstaufenska ätten upphörde
att regera i Tyskland (1254), upplöstes Schwaben i en
stor mängd fullt självständiga län. Hertigvärdigheten
försvann, och alla dessa småfurstar lydde till
namnet direkt under kejsaren. Det var en av dessa
vasaller, greven av Wirtemberg, vars ätt sedan under
århundradens lopp förenade med sitt lilla land det
ena efter det andra av de övriga länen och sålunda
till sist upprättade konungariket Württemberg.
Kring denna
ätt vänder sig därför Württembergs historia under de följande
tiderna. Släktens anor gå tillbaka till 1080, men det
var först efter Hohenstaufernås fall, som grevarna
av Württemberg erhöll någon större betydelse. Greve Ulrik
(1241-65) är grundläggaren av ättens politiska
makt. Hans son Eberhard I den upplyste (1265-1325)
kämpade utan framgång mot Rudolf av Habsburg, men
lyckades efter dennes död betydligt utvidga sitt rike,
som han efterlämnade till hälften förstorat. 1321
gjorde han Stuttgart till residens. Sonen Ulrik III
(1325-44) fortsatte rikets förstorande, men lämnade
sitt land förhärjat av krig och af digerdöden. Hans
båda söner Eberhard II "grälmakaren" (1344-92)
och Ulrik IV (1344-66) regerade gemensamt till
den senares död. Eberhard slog vid Döffingen
1388 de schwabiska och rhenska riksstäderna och
tillintetgjorde därmed det schwabiska stadsförbundet.
Under hans ständiga krig
ödelades 1 200 byar och städer i Württemberg Under hans
närmaste efterträdare Eberhard III (1392-1417),
Eberhard IV (1417-19) och Ludvig I (1419-50)
fick landet hämta sig under en fredsperiod, som dock
ej var utan avbrott. Den sistnämndes broder Ulrik V
(1433-80) var Ludvigs medregent och fick uti dennes
son, Eberhard V, såsom hertig Eberhard I "med skägget"
(1459-96), själv en sådan. Denne Eberhard, som 1482
genom överenskommelser med Ulriks son Eberhard VI
blev ensam regent, var en framstående furste. Han
bildade till fredens bevarande "Schwabiska förbundet"
1488, och under hans regering upphöjdes grevskapet
till hertigdöme, 1495.